# Diazodinitrofenol
Diazodinitrofenolul (DDNP) a fost primul diazo-compus sintetizat, iar ulterior a fost folosit pentru a produce coloranți și explozivi. Formează cristale galbene în formă pură; cu toate acestea, culoarea formelor impure poate varia de la galben închis până la verde până la maro închis. Este solubil în acid acetic, acetonă, acid clorhidric concentrat, majoritatea solvenților nepolari și este ușor solubil în apă.

## Istoric
Diazodinitrofenolul a fost preparat pentru prima dată în 1858 de către chimistul german Peter Griess. A fost printre primii compuși diazo și pentru mult timp a fost folosit ca materie primă pentru obținerea altor coloranți.